# Perry Dijkstra
Perry Dijkstra (Rotterdam, 17 juli 1937 - Antwerpen, 3 juli 2010) was een acteur, auteur en theatermaker. 
In de jaren 60 en 70 was hij als acteur verbonden aan diverse Nederlandse en Vlaamse toneelgezelschappen. Aanvankelijk ging hij er, samen met Eva Bal, Dries Wieme en Alice Toen aan de slag als acteur bij het toenmalige Brussels Kamertoneel. Dit gezelschap werd in 1953 door Jan Walravens, Staf Knop en Bert Parloor opgericht als kamertoneel dat nieuw Vlaams theaterwerk ensceneerde, zoals nieuwe teksten van Hugo Claus of Walter van den Broeck. 
In de jaren zeventig zou dit gezelschap als BKT en mede onder de gedreven leiding van Rudi Van Vlaenderen en Dirk Buyse een nieuwe adem vinden. Evenwel zonder Bal, Toen en Wieme. Zij gingen elk hun eigen weg. Bal richting haar Speelteater te Gent, Toen & Wieme richting hun gezelschap Jeugd en Teater te Brussel. 
Hij richtte Teaterwerkgroep Tentakel op, een groep die onder zijn leiding maatschappijkritische stukken bracht. Die ‘tentakel’ verwijst naar de typische ideologie achter het collectief, of beter: de ‘werkgroep’. Hij was als auteur, regisseur en acteur bij Tentakel betrokken. 
Soms evolueerden improvisatiesessies tot heuse experimenten. Zo liet het collectief zich ooit 24 uur lang  opsluiten in een schuilkelder om vervolgens het stuk "De laatste strohalm" (1980-1981) te creëren. Een voorstelling over het dreigende atoomgevaar. 
Teater Tentakel was een van die echte politieke theatergroepen voor wie het theater eerder een middel dan een doel was. De gedrevenheid straalde van hun spelen met het publiek en klonk door in hun expliciete creatietitels. Zoals: "Hoe Richardje opgroeide van minder tot meerdere" (1975 – een stuk over dictatuur en autoriteit) of "Onze lieverdjes" (1982 – 1983, een stuk over opvoeding).
Het gezelschap ging tijdens de jaren tachtig uit elkaar, mede door de veranderde tijdsgeest en een geëvolueerd artistiek klimaat. Dijkstra legde zich vervolgens toe op het schrijven. Ook in zijn literair werk bleef zijn sociaalgeëngageerde ziel doorschemeren. 
Sinds de jaren zestig woonde hij in Antwerpen. 
In 1996 verscheen van hem bij Uitgeverij Wereldbibliotheek de roman "Ik hing aan je nachtjapon". Bij dezelfde uitgeverij verscheen recent in een beperkte oplage de niet in de handel verkrijgbare dichtbundel "Droom".
In de roman "Ik hing aan je nachtjapon" vertelt hij in een poëtische, ontroerende en soms hilarische taal aan zijn overleden moeder over zijn jeugd tijdens de oorlogsjaren in Rotterdam én over hete liefdesavonturen in Frankrijk.
Zaterdag 3 juli 2010 overleed hij op de 72-jarige leeftijd in het Antwerpse Middelheimziekenhuis.